# William Ellard
 William Ellard, né le 4 avril 2006 à Beccles, est un nageur handisport britannique concourant en S14 pour les athlètes ayant un handicap mental. Il est notamment champion paralympique en nage libre en 2024.

## Carrière
Pour ses premiers championnats du monde en 2023, il revient avec l'or sur le 4 x 100 m nage libre S14 ainsi que l'argent sur le 200 m nage libre S14 et sur relais 4 x 100 m 4 nages S14. 
Aux Jeux paralympiques de 2024, Ellard remporte une médaille d'or sur le 200 m nage libre S14 en établissant un nouveau record du monde.

## Palmarès
Jeux paralympiques
- Jeux paralympiques d'été de 2024 à Paris :
  -  200 m nage libre S14
  -  relais mixte 4×100 m S14
  -  100 m papillon S14

Championnats du monde
- Championnats du monde 2023 à Manchester :
  -  4 x 100 m nage libre S14
  -  200 m nages libre S14
  -  4 x 100 m 4 nages S14